# 石川光陽

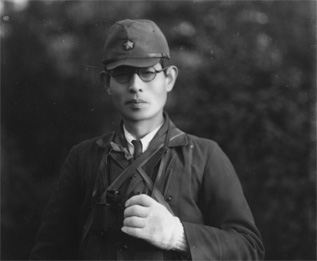
石川光陽

石川 光陽（いしかわ こうよう、本名：石川 武雄。1904年（明治37年）7月5日 - 1989年（平成元年）12月26日）は、日本の警察官・写真家。福井県福井市出身。
警視総監直々の命令を受けて東京大空襲の惨状などを撮影したことで知られる。

## 略歴

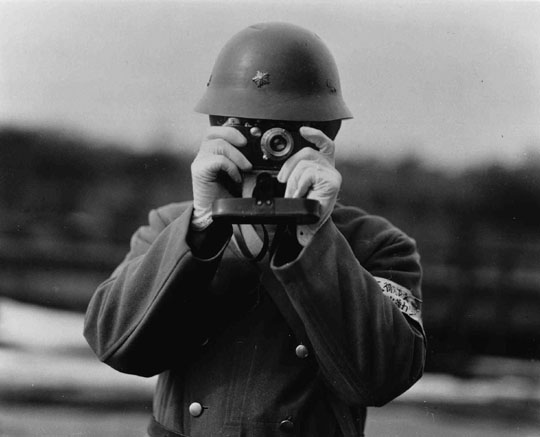
ライカを手にする石川光陽（昭和20年）

- 1904年（明治37年）7月5日：福井県に生まれる。
- 1925年（大正14年）：徴兵。朝鮮兵役。
- 1926年（大正15年）11月：除隊。
- 1927年（昭和2年）
  - 3月：警視庁入庁。巡査。
  - 5月9日：赤坂表町警察署（現・赤坂警察署）に配属。
- 1931年（昭和6年）：警視庁本庁へ転属。
- 1936年（昭和11年）11月15日：結婚。
- 1939年（昭和19年）：赤坂区乃木坂から、目黒区八雲へ転居。
- 1945年（昭和20年）：巡査部長へ昇任。
- 1963年（昭和38年）3月31日：依願退職により退官。
- 1989年（平成元年）12月26日：死去。85歳没。

## 来歴・人物

### 出生から兵役
1904年（明治37年）7月5日、福井県で石川竹次郎、とく夫妻の息子として生まれる。幼少期は、国鉄職員であった父親の仕事の関係上、福井、沼津、松本と転居している。
1919年（大正8年）、松本駅長を最後に退職した父親が写真館を開きたいといったため、東京薬学校（現・東京薬科大学）を中退し東京九段下の蜂谷写真館において修行を積む。2年間の修行後、松本で父親とともに写真館を開く。1924年（大正13年）、父親が死去。翌1925年（大正14年）に徴兵され、朝鮮歩兵第80連隊へと配属される。

### 警視庁へ
徴兵期間が終わった後も写真館を人に貸したまま、東京の親戚の下に居候していたが、知り合いの大崎署巡査部長の勧めもあって1927年（昭和2年）に警視庁に入庁。警視庁でも写真撮影をつとめることが多く、のちに石川が愛機として使うライカDIII（ライカIII）を使い始めるまではアンゴーというガラス乾板式の大型カメラを使っていた。1936年（昭和11年）の二・二六事件の際は、警視庁本部庁舎消防部入口より、警視庁3階の交通部事務室にあがり、そこから警視庁中庭に叉銃して待機していた兵士たちを決死の思いで撮影する。この事件の際、赤坂表町警察署勤務時代からの同僚だった土井清松巡査（警視庁警務部警衛課勤務、首相官邸配置）が殉職している。
1942年（昭和17年）4月18日のB-25によるドーリットル空襲の直後、上司であった警務課長の原文兵衛に呼ばれ坂信彌警視総監から空襲の記録写真を撮影する事を直々に命令された。非常に危険な任務であったが光陽は写真を撮り続けた。

### 東京大空襲

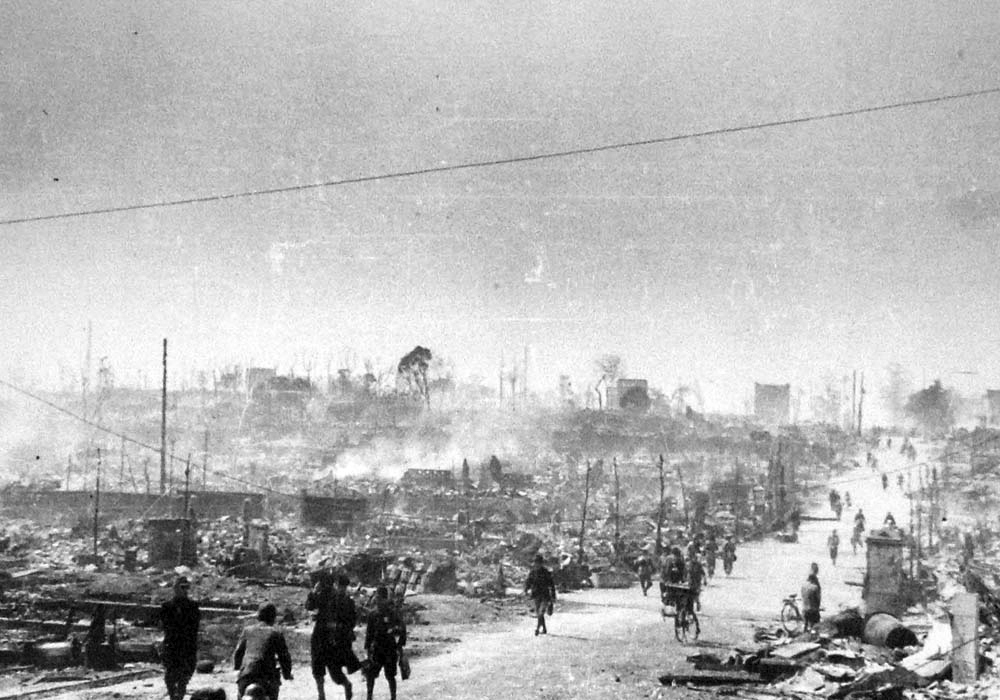
石川が撮影した東京大空襲鎮火後の街の風景

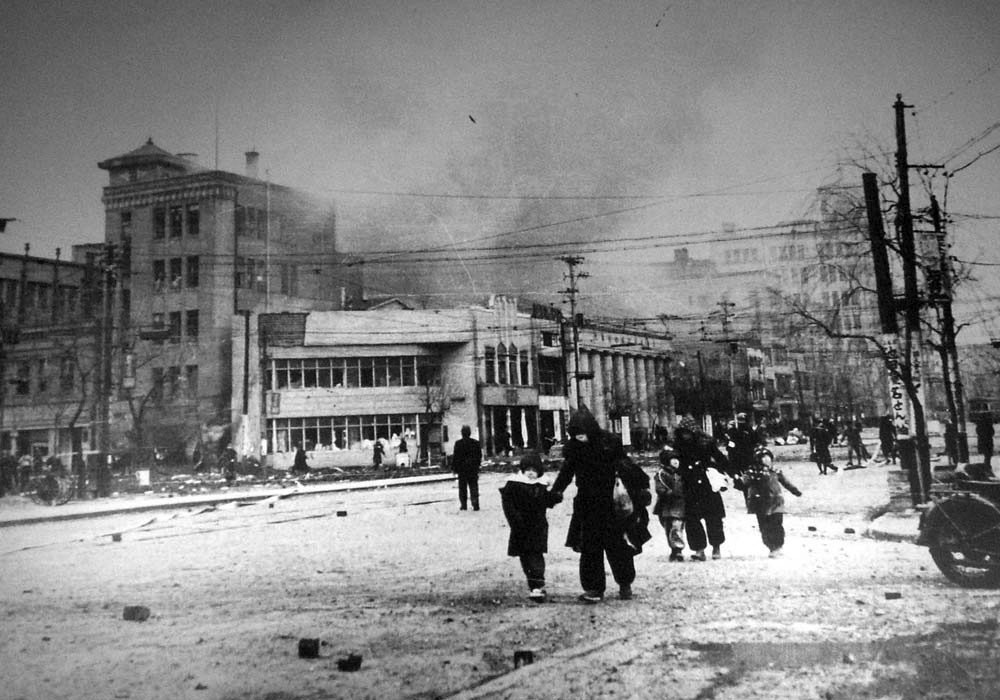
燃えるビルと逃げる人々（石川撮影）

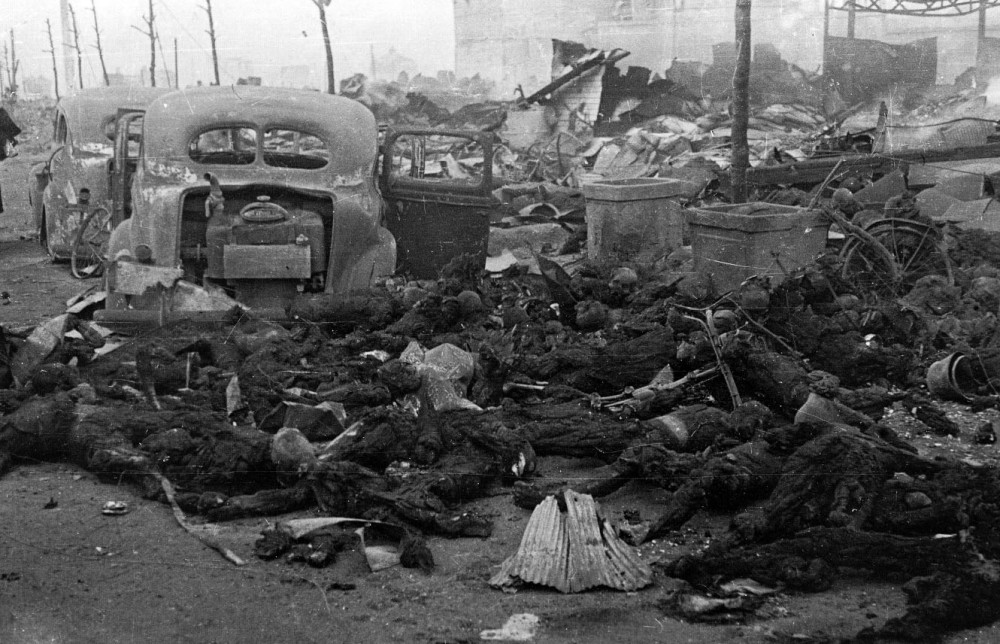
東京大空襲で焼け焦げた遺体の山。（石川撮影）

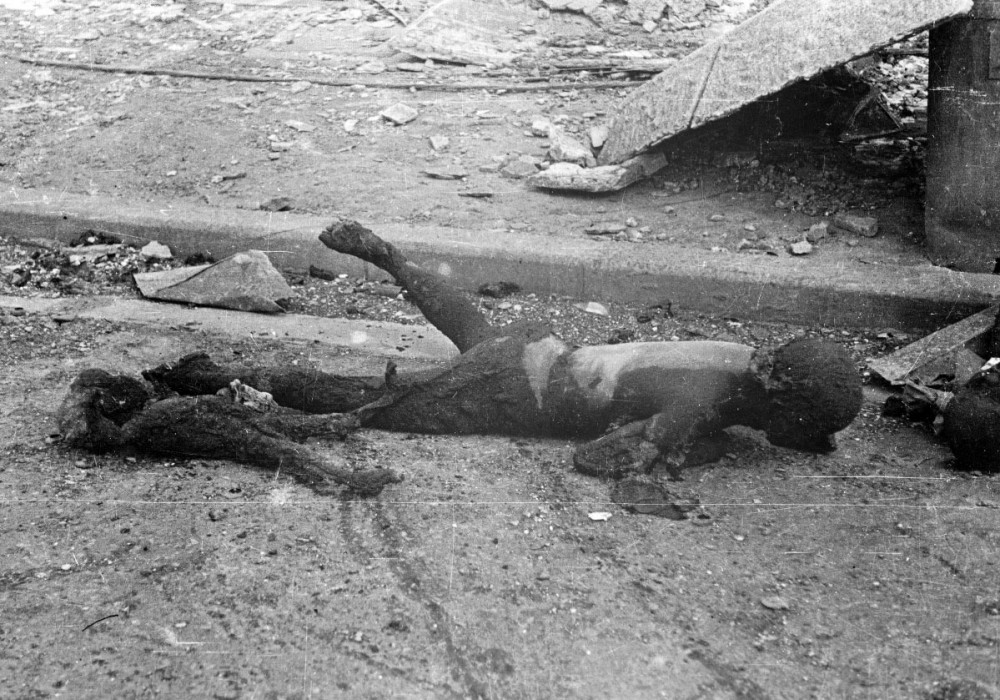
母子と思われる二つの遺体。母親は子供を背負って逃げ背中が焦げていない（石川撮影）

1945年（昭和20年）3月10日の東京大空襲の際も、その惨状を33枚の写真に残した。空襲開始後に両国警察署（現・本所警察署）にかろうじて到達したが、猛烈な風と煙と火の粉のために撮影はできず、目前で多数の市民が死んでいくのをどうすることもできなかったという。カメラを抱いて逃げまどい、奇跡的に生存、夜が明けてから被害の様相を撮影した。このときの様子については「無惨な同胞の死体にカメラを向けることは、死者から叱られるようで一番つらかった。然し使命の前には非情にならざるを得なかった。合掌をしながらそこを立ち去り警視庁まで歩いて帰った」と戦後に記している。
この後、5月25日の山の手空襲まで光陽は記録写真を撮影した。光陽が撮影した空襲の記録写真は、ドーリットル空襲での写真も含め600枚以上にのぼる。
戦時中は一般市民が空襲の被災現場を写真に撮影することは事実上禁じられていたため、光陽が撮影した一連の写真は空襲の被害を伝える貴重な映像となった。

### 戦後
敗戦を迎え、連合国軍最高司令官総司令部（GHQ）による占領が始まる。GHQは日本側の空襲被害状況の公式記録が全く存在しない事を知ったが、光陽だけが唯一空襲の状況を撮影していた事実を間もなく突き止める。光陽はGHQから空襲被害状況を撮影したネガを提出せよという命令を受けるが、頑なにこの命令を拒否する。一方、警視庁は「空襲被害写真は光陽が個人的に撮影したもの」と責任追及を避ける。GHQは光陽がネガを絶対に提出しない決意があることを知りネガを提出させる事は諦め、ネガをプリントした写真の提出という形で終わらせた。しかし光陽はGHQにネガが押収される事を防ぐために、自宅の庭に埋めて保存した。光陽がGHQからネガを守りぬいたことにより、東京大空襲の惨状を視覚的に捕らえる『写真』という形で後世に残せる事となった。後年光陽はこの時の事を振り返り「本当は戦争の写真は撮りたくない」と語っている。
戦後も警察官として1963年（昭和38年）まで活躍し、1989年（平成元年）に85歳で死去した。

## 演じた俳優
- 仲村トオル（TBS系列で2008年3月10日に放送された『3月10日東京大空襲 語られなかった33枚の真実』にて）

## 写真集
- 東京大空襲秘録写真集　(1953年(昭和28年)8月15日発行 雄鶏社) - 朝日新聞社・読売新聞社・日本観光写真映画社・影山光洋・U・S・Armyphotoから提供された写真と石川が撮影した写真によって構成されている。
- グラフィック・レポート 痛恨の昭和（1988年、岩波書店、ISBN 978-4000098311） - 空襲を含む戦前から戦後にかけての作品集。
- グラフィック・レポート 東京大空襲の全記録（森田写真事務所 編、1992年、岩波書店、ISBN 978-4000098380） - 発見された石川の手記を元に空襲被害写真の場所と日時がすべて特定されている。